# Paialvo
Paialvo ist eine Gemeinde (Freguesia) im portugiesischen Kreis Tomar. In ihr leben 2234 Einwohner (Stand 19. April 2021).
Die Eisenbahnstation liegt an der Linha do Norte.